# Шабаєв Георгій Вадимович
Шабáєв Георгій Вадимович (нар. 21 квітня 1997, Ізюм, Харківська область) — український журналіст, кореспондент проєкту журналістських розслідувань української редакції Радіо Свобода «Схеми: корупція в деталях».

## Життєпис
Народився в місті Ізюм на Харківщині. У 2014 році вступив до Інституту журналістики Київського національного університету ім. Т. Шевченка. Здобув ступінь бакалавра за напрямом «онлайн журналістика», а згодом — ступінь магістра за напрямом «правова журналістика».
З 2016 року працює журналістом програми «Схеми» (спільний проєкт української редакції Радіо Свобода). Автор розслідувань про найвищих посадових осіб держави. Фокус діяльності — корупція в будівництві та на великих державних підприємствах. 
Під час повномасштабного вторгнення Росії в Україну підготував серію матеріалів, в яких ідентифікував російських військових.
15 вересня 2022 року опублікував розслідування «Український суддя із російським паспортом», де встановив, що голова Касаційного господарського суду у складі Верховного суду Богдан Львов має громадянство Російської Федерації. 3 жовтня 2022 року Служба безпеки України підтвердила, що суддя Богдан Львов є громадянином РФ, позбавивши його доступу до державної таємниці. 5 жовтня 2022 року голова Верховного суду Всеволод Князєв відрахував суддю Львова зі штату Верховного суду.
Після виходу розслідування профільні громадські організації закликали президента України Володимира Зеленського позбавити суддю Львова громадянства України. Станом на 7 жовтня 2022 року петиція з відповідною вимогою на сайті президента України набрала 25 тисяч голосів. 
29 жовтня 2022 року Володимир Зеленський доручив комісії з питань громадянства при Офісі президента "перевірити наявність підстав для припинення громадянства України Б.Львова". Станом на серпень 2023 року рішення про припинення громадянства у Львова не прийнято. 

## Кримінальне переслідування
26 липня 2023 року стало відомо, що відносно Георгія Шабаєва 27 червня 2023 року Слов'янською окружною прокуратурою було відкрито кримінальне провадження за "втручання у діяльність судді" (ч.1. ст. 376 КК України). Підставою стало повідомлення судді Донецького окружного адміністративного суду Людмили Арестової, у якої журналіст знайшов російське громадянство. У своїй заяві суддя зазначила, що журналіст з метою дискредитації "співпрацює з ФСБ РФ".  
27 липня 2023 року журналіста викликали на допит у вказаній справі. Через значний суспільний розголос того ж дня справу було закрито через "відсутність складу кримінального правопорушення".   
Живе і працює в Києві.

## Відзнаки
- 2020 рік — фіналіст Національного конкурсу журналістських розслідувань та репортажів[21].
- 2021 рік — лауреат «30 до 30: Хто творить майбутнє українських медіа» (проєкт Премії імені Георгія Ґонґадзе та видання The Ukrainians)[22].
- 2022 рік — фіналіст українського конкурсу професійної журналістики «Честь професії»[23].
- 2022 рік — фіналіст Національного конкурсу журналістських розслідувань та репортажів[24].
- Розслідування «Український суддя з паспортом РФ» авторства Георгія Шабаєва увійшло до короткого списку конкурсу European Press Prize[en] в номінації The Investigative Reporting Award 2023[25][26].
- 2023 рік — фіналіст українського конкурсу професійної журналістики «Честь професії»[27].
- 2023 рік —  отримав спецвідзнаку міжнародного конкурсу розслідувань Global Shining Light Award 2023[28].
- 2023 рік — фіналіст Національного конкурсу журналістських розслідувань[29].
- 2024 рік — фіналіст Національного конкурсу журналістських розслідувань[30].